# Chalinargues
Chalinargues település Franciaországban, Cantal megyében. Lakosainak száma 311 fő (2022. január 1.). Chalinargues Vernols, Allanche, Virargues, Celles, Sainte-Anastasie, Neussargues-Moissac és Chavagnac községekkel határos.

## Népesség
A település népességének változása:

| 2022 | 311 |